# Caragoudes
Caragoudes är en kommun i departementet Haute-Garonne i regionen Occitanien i södra Frankrike. Kommunen ligger i kantonen Caraman som tillhör arrondissementet Toulouse. År 2022 hade Caragoudes 239 invånare.

## Befolkningsutveckling
Antalet invånare i kommunen Caragoudes
Referens:INSEE